# Tricolore de Flandre
'Tricolore de Flandre' est un cultivar de rose ancienne obtenue en 1844 par Parmentier, rosiériste de la jeune Belgique. Elle a été introduite en 1846 par Louis Van Houtte. Cette variété rustique, rendant hommage à la Flandre, est toujours présente dans le commerce, surtout au Royaume-Uni.

## Description
Il s'agit d'une rose double hybride de Rosa gallica parfumée présentant un coloris panaché rose pâle strié de pourpre et de blanc. Elle fleurit en solitaire ou par groupe de trois en forme de coupe. Elle est de dimension moyenne et présente 26 à 40 pétales. Sa floraison n'est pas remontante.
Son buisson peu aiguillonné au port érigé et au feuillage vert foncé peut s'élever à 120 cm voire 150 cm. 
Sa zone de rusticité est de 4b à 8b ; ce rosier est donc parfaitement adapté pour les régions à hivers rigoureux, les pays nordiques ou les zones de moyenne montagne.
Iris Murdoch la cite à côté d'autres roses anciennes dans son roman An Unofficial Rose  (publié en 1962).